# Centrale Anapo
La centrale Anapo è una centrale idroelettrica situata in Sicilia, nel sud Italia.
La centrale si trova a poco più di 10 km a nord-ovest della città di Siracusa.
È costituita da due bacini artificiali:
- un bacino artificiale inferiore con una superficie di 0,46 km2 e un volume di 7 milioni di m3. È stato creato nella Valle dell'Anapo, un affluente sinistro del fiume Ciane (sfocia nel Mar Ionio nel porto di Siracusa);
- un bacino artificiale superiore con una superficie di 0,36 km2 e un volume di 5 milioni di m3. Si trova a una distanza massima di 1 km sulla montagna che forma il lato nord (sinistro) della Valle dell'Anapo.

Con una differenza di altitudine di 312 metri tra i serbatoi, il complesso consente di immagazzinare acqua equivalente a 4 milioni di kWh di energia elettrica.
La sala macchine della stazione, delle dimensioni di 20x156 metri ed un'altezza di 45 metri, è situata sottoterra. È presente inoltre una stanza sotterranea per i trasformatori di 15x158 metri e 17 metri di altezza.
La sala è dotata di quattro unità idrauliche reversibili con una capacità di 125 MW in modalità turbina (genera energia) e 145 MW in modalità pompa (consuma energia).